# 盧扎市鎮
盧扎市鎮是拉脫維亞的市镇，位於該國東部，行政中心为盧扎。市镇面積为2,411.4平方公里，人口数量为26,732人（2018年）。
盧扎市鎮设立于2009年。2021年7月1日，盧扎市鎮、齊布拉市鎮、卡爾薩瓦市鎮和濟盧佩市鎮合并为新的盧扎市鎮。新的市镇与2009年之前的盧扎区范围相同。